# 잭 앤 질 (영화)
《잭 앤 질》(영어: Jack and Jill)는 2011년 공개된 데니스 두건 감독의 미국 코미디 영화이다. 애덤 샌들러가 스티브 코런과 공동 각본을 쓰고 주인공인 남녀 쌍둥이인 잭과 질 1인 2역을 담당하였으며, 그 외에 케이티 홈스, 알 파치노 등이 출연하였다.
2012년 제32회 골든 래즈베리상에서 전체 10개 부문에 총 12 후보를 내는 진기록을 세웠으며, 전 부문에서 수상에 이르렀다.

## 줄거리
추수감사절을 맞아 브롱크스에 사는 무직 쌍둥이 여형제 질이 성공한 광고 책임자인 잭의 로스앤젤레스 집에 찾아온다. 질은 하누카까지 쭉  잭의 집에 머무르려 하지만 질이 무신경한 태도로 가족과 주변인들을 난처하게 만들자 잭은 질을 빨리 브롱크스로 돌려보내고 싶어한다.
한편 잭은 던킨 도너츠 신메뉴 광고에 배우 알 파치노를 반드시 출연시켜야 한다. 잭을 거의 무시하던 알 파치노는 하필 질에게 반하고, 오히려 잭 쪽에서 질을 붙들어 둬야만 하는 상황이 닥치고 만다.

## 출연
- 애덤 샌들러 - 잭 샌덜스틴 / 질 샌덜스틴 역
- 케이티 홈스 - 에린 샌덜스틴 역
- 알 파치노 - 본인 역
- 에우헤니오 데르베스 - 펠리페 / 후안헬리나 역
- 팀 메도스 - 테드 역
- 산티아고 세구라 - 에두아르도 역
- 닉 스워드슨 - 토드 역
- 앨런 코버트 - 오토 역
- 로한 챈드 - 게리 역
- 제프 피어슨 - 카터 시먼스 역
- 밸러리 머해피 - 빗시 시먼스 역
- 가드 엘마레 - 그자비에 역
- 게리 밸런타인 - 댈러스 역
- 크리스틴 데이비스 - 딜라일라 역
- 놈 맥도널드 - "펀버킷" 역
- 데이비드 스페이드 - 모니카 역
- 데이나 카비
- 조너선 로크런
- 피터 단테이
- 데니스 두건
- 리처드 클라인
- 세이디 샌들러
- 서니 샌들러

본인 역 카메오 출연
조니 뎁, 리지스 필빈, 댄 패트릭, 셔킬 오닐, 드루 케리, 존 매킨로, 크리스티 브링클리, 빌 로머나우스키, 마이클 어빈, 재러드 포글, 빌리 블랭크스, 빈스 오퍼, 브루스 제너

## 기타 제작진
- 배역: 로저 머슨든, 제러미 리치
- 세트: 로널드 R. 리스
- 분장: 앤 팔라
- 제작 관리: 대릴 캐스
- 조감독: 대니얼 실버버그